# Le Christ et les Apôtres
Le Christ et les Apôtres est un retable en bas-relief visible dans la chapelle des fonts baptismaux de l'église Saint-Denis de Lugny (Saône-et-Loire).
Il date de 1528 et a été classé au titre des monuments historiques en 1903.
C'est l'un des retables encore visibles de nos jours dont les apôtres composent l'ornement, à rapprocher en Bourgogne-Franche-Comté de ceux de d'Esbarres, de Nolay (visible au musée du Louvre et provenant de la chapelle de la Vierge de l'église Saint-Martin) et de Cernay-l'Église.

## Historique
Le retable, qui provient selon toute vraisemblance de l'ancienne église de Lugny (démolie en 1823 et remplacée par l'église actuelle), était autrefois visible à l'entrée de l'église : « [Il y a] un bas-relief, peut-être un retable, en pierre, dont on a heureusement assuré la conservation en le plaçant dans le baptistère. » a écrit l'archiviste Léonce Lex dans sa notice historique sur Lugny publiée en 1892.
Toutefois, l’intérieur de l'église fut profondément remanié dans les années qui suivirent le concile Vatican II, dans un souci d’adaptation à ses prescriptions, et ce fut plus précisément à frère Denis, membre de la communauté de Taizé, que l’on demanda de « repenser » les lieux. C'est à l'occasion de ce réaménagement que le retable quitta l'avant-nef et qu'il fut installé dans l'une des chapelles jouxtant le chœur.

## Description

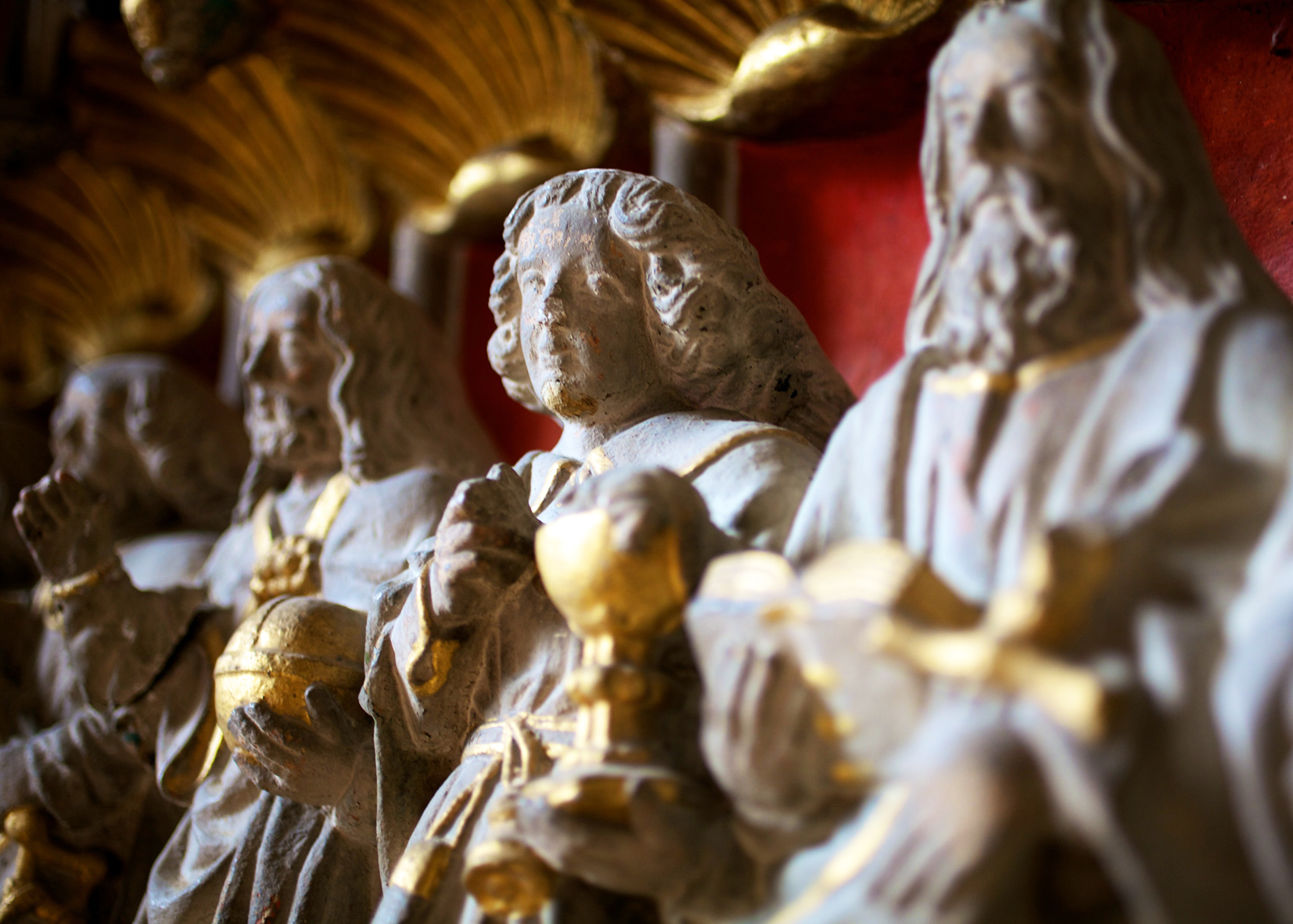
Saint Jean tel qu'il apparaît sur le retable, représenté à la gauche du Christ.

Le retable montre le Christ entouré des douze Apôtres, ceux-ci tenant un livre ouvert ou fermé – l’Évangile qu’ils annoncent – et leur emblème habituel ou l’instrument de leur martyre. « Tous les personnages portent un ample vêtement à grands plis qui donnent une certaine animation. On doit remarquer aussi la totale diversité dans ce domaine. Et chacun est doté d'un objet caractéristique, telles les clés de Pierre ou le glaive de Paul. Pour garantir l'identification, un nom abrégé est inscrit sous chacun. » a écrit l'érudit Fernand Nicolas dans un article consacré au retable de Lugny publié en 2007.
Nommés et placés sous un dais de style flamboyant, les treize personnages représentés (42 centimètres de hauteur environ) apparaissent dans l’ordre suivant : 
- saint Thomas, tenant son livre (l'évangile de Thomas n'est pas canonique) et appuyé peut-être sur la hampe d’une pique ;
- saint Barthélemy, tenant le couteau avec lequel il fut écorché vif ;
- saint Mathieu, avec une équerre ;
- saint Jacques le Mineur, avec la massue dont on se servit pour le tuer ;
- saint André, appuyé peut-être sur sa croix (vue sur la tranche) ;
- saint Pierre, avec ses clefs ;
- le Christ, tenant le globe du monde ;
- saint Jean[Note 1], avec un calice au-dessus duquel apparaît un petit animal fantastique (représentant sans doute le démon et rappelant l'Apocalypse dont le texte lui est attribué) ;
- saint Paul, avec son épée ;
- saint Jacques le Majeur, muni de son bâton de voyage et coiffé d’un bonnet arborant la coquille du pèlerin ;
- saint Philippe, tenant probablement le bâton d’une croix ;
- saint Simon, tenant la scie avec laquelle il fut coupé en deux ;
- saint Mathias, le remplaçant tardif de Judas, tenant peut-être le manche de la hache qui servit à le décapiter.

L’imagier qui a sculpté ce retable l’a signé de son monogramme sur la scie de saint Simon et l’a daté par deux fois, d’abord sur l’équerre de saint Mathieu puis sous le Christ.
À côté de cette date apparaît un blason qui, composé de trois croissants posés deux et un, paraît être celui de la famille Cadot originaire de Tournus.